# Jenny Wälder
Jenny Wälder (geboren als Jenny Pollak, 16. November 1898 in Lemberg, Österreich-Ungarn; gestorben 15. November 1989 in Sarasota) war eine austroamerikanische Psychoanalytikerin.

## Leben
Jenny Pollak studierte Medizin an der Universität Wien und wurde 1925 promoviert. Sie war anschließend bis 1930 Ärztin am Kaiser-Franz-Josef-Spital und absolvierte 1926 eine psychoanalytische Ausbildung bei Robert Hans Jokl. Sie spezialisierte sich auf die Kinderpsychoanalyse. 1928 wurde sie Mitglied der Wiener Psychoanalytischen Vereinigung (WPV). Pollak heiratete 1930 den Wiener Analytiker Robert Wälder (1900–1967).
1933 stellte sie den Fall des „kleinen Walter“ im Kinderseminar Anna Freuds vor. 1934 wurde sie in den Lehrausschuss der WPV berufen und war ab 1936 Lehr- und Kontrollanalytikerin. Nach dem Anschluss Österreichs 1938 emigrierte sie mit Robert Wälder in die USA. Die Ehe wurde 1941 geschieden und Pollak heiratete 1941 den amerikanischen Historiker Duncan Hall, sie hieß fortan Waelder-Hall.
In den USA wurde sie Mitglied und Lehranalytikerin der Boston Psychoanalytic Society. Ab 1943 wohnte sie in Bethesda (Maryland). Waelder lehrte ab 1944 am Baltimore-Washington Psychoanalytic Institute sowie an anderen Instituten, so von 1950 bis 1954 auch am Seminar des Institutes of the Philadelphia Association. Sie unterrichtete am Beth Israel Hospital Boston.
Waelder war 1961 Gründungsmitglied der Association for Child Analysis in Michigan und wirkte am Aufbau des psychoanalytischen Ausbildungsinstituts in Miami mit.

## Schriften
- Analyses eines Falles von Pavor nocturnus. In: Zeitschrift für psychoanalytische Pädagogik, 1935, S. 5–70.
- Discussion of Freud Anna “Problems of technique in adult analysis”. In: Bulletin of the Philadelphia Association of Psychoanalysis 1954, 4, S. 55–56.